# František Ryš
František Ryš (28. dubna 1905 Svinov – 29. května 1942 Kounicovy koleje) byl československý důstojník a příslušník výsadku S1/R popravený nacisty.

## Život

### Před druhou světovou válkou
František Ryš se narodil 28. dubna 1905 v dnešní ostravské čtvrti Svinov v rodině Jany a Stanislava Ryšových. Angažoval se ve skautu, v roce 1924 založil oddíl ve Svinově v jehož čele stál do roku 1934, kdy postoupil na vyšší funkci. Pracoval v hospodě svého tchána.

### Druhá světová válka
Po německé okupaci v březnu 1939 se František Ryš a jeho tchán stali nájemci restaurace ve Spolkovém domě Blaník, která začala sloužit jako místo soustřeďování zájemců o odchod do zahraničí. Po vyzrazení začalo Františku Ryšovi hrozit zatčení a proto do Polska sám uprchl. Dne 13. srpna 1939 byl v Krakově odveden do československého zahraničního vojska. Postupně se dostal do Sovětského svazu. Do protektorátu se vrátil jako člen výsadku S1/R, kdy byl v noci z 9. na 10. září 1941 vysazen u Dřínova společně s Bohuslavem Němcem, Františkem Braunerem a Janem Kasíkem. Došlo k rozptýlení výsadku. František Ryš dlouho unikal, ukrýval se v Brně u několika rodin a i v Ostravě. K jeho zatčení došlo náhodou, když se 12. května 1942 potkal v Brně s dalším parašutistou Rudolfem Mišutkou, který byl v té době již konfidentem. Ten jej nechal zatknout úředníkem gestapa, se kterým měl schůzku u hlavního nádraží. Vězněn byl na Kounicových kolejích, kde byl dne 29. května 1942 odsouzen k trestu smrti a popraven zastřelením.

## Rodina
František Ryš měl čtyři bratry a dvě sestry.
Bratr Rudolf Ryš byl Františkem kontaktován a proto byl rovněž zatčen gestapem. Po brutálním výslechu se Rudolf stal volavkou pro dopadení zbylých tří členů výsadku. Popraven byl ve stejný den a na stejném místě.
Sestra Marie se vdala za Aloise Žůrka, kterého koncem léta 1941 kontaktoval další z členů výsadku František Brauner a pověřil jej spojením s ostravskou organizací Obrany národa. Po prozrazení napsal Alois Žůrek fingovaný dopis o sebevraždě a uprchl za svým švagrem do Bratislavy, kde byl 13. března 1943 zatčen. Válku ale přežil. Marie Žůrková byla vězněna, válku ale rovněž přežila. Jejich syn Stanislav Žůrek zahynul 6. března 1942 v koncentračním táboře Mauthausen. Jejich syn Alois Žůrek mladší byl popraven 30. května 1942 v Kounicových kolejích.
František Ryš se oženil s Annou Novotnou, manželům se v roce 1936 narodil syn Jiří a v roce 1938 dcera Jana. Anna Ryšová svému manželovi pomáhala s ukrýváním, za což byla gestapem rovněž zatčena a rovněž ve stejný den a na stejném místě popravena.

## Osudy spolupracovníků Františka Ryše
Další členové Ryšova výsadku Bohuslav Němec a František Brauner byli popraveni 7. května 1942 v koncentračním táboře Mauthausen. Četní brněnští spolupracovníci a podporovatelé Františka Ryše a jejich rodinní příslušníci byli popraveni na konci května a na začátku června 1942 popraveni v Kounicových kolejích. Jmenovitě: Alexandra Brodová, Stanislav Kluch, Františka Kluchová, Vladimír Kluch, František Kluch, Alois Neča, Ludmila Nečová, Jan Peterek, Žofie Peterková, František Smolík, Vlastimil Zelc, Vojtěch Zelc a Antonie Zelcová.

## Posmrtná ocenění
- Františku Ryšovi byl in memoriam udělen Československý válečný kříž 1939 a Junácký kříž „Za vlast“ 1939–1945
- František Ryš byl in memoriam povýšen do hodnosti kapitána
- Po Anně a Františkovi Ryšových nese název ulice v ostravském Svinově